# Mortsund
Mortsund är en ort i Vestvågøy kommun i Nordland fylke i norra Norge. Orten ligger vid änden av fylkesväg 7732, på den sydligaste delen av ön Vestvågøya.
Tidigare har orten tillhört dåvarande Hols kommun.

## Bilder

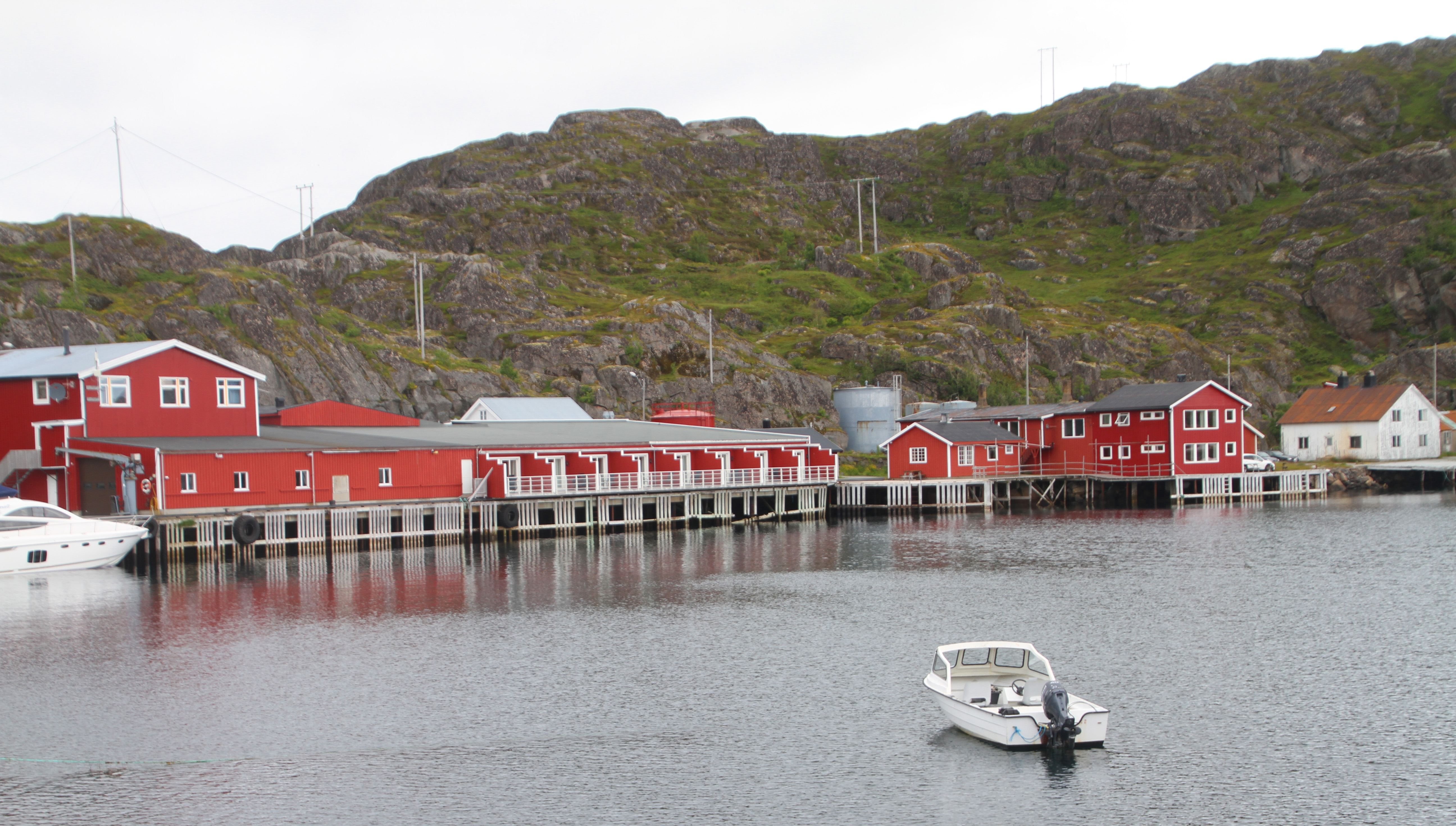
Hamnområdet i Mortsund.
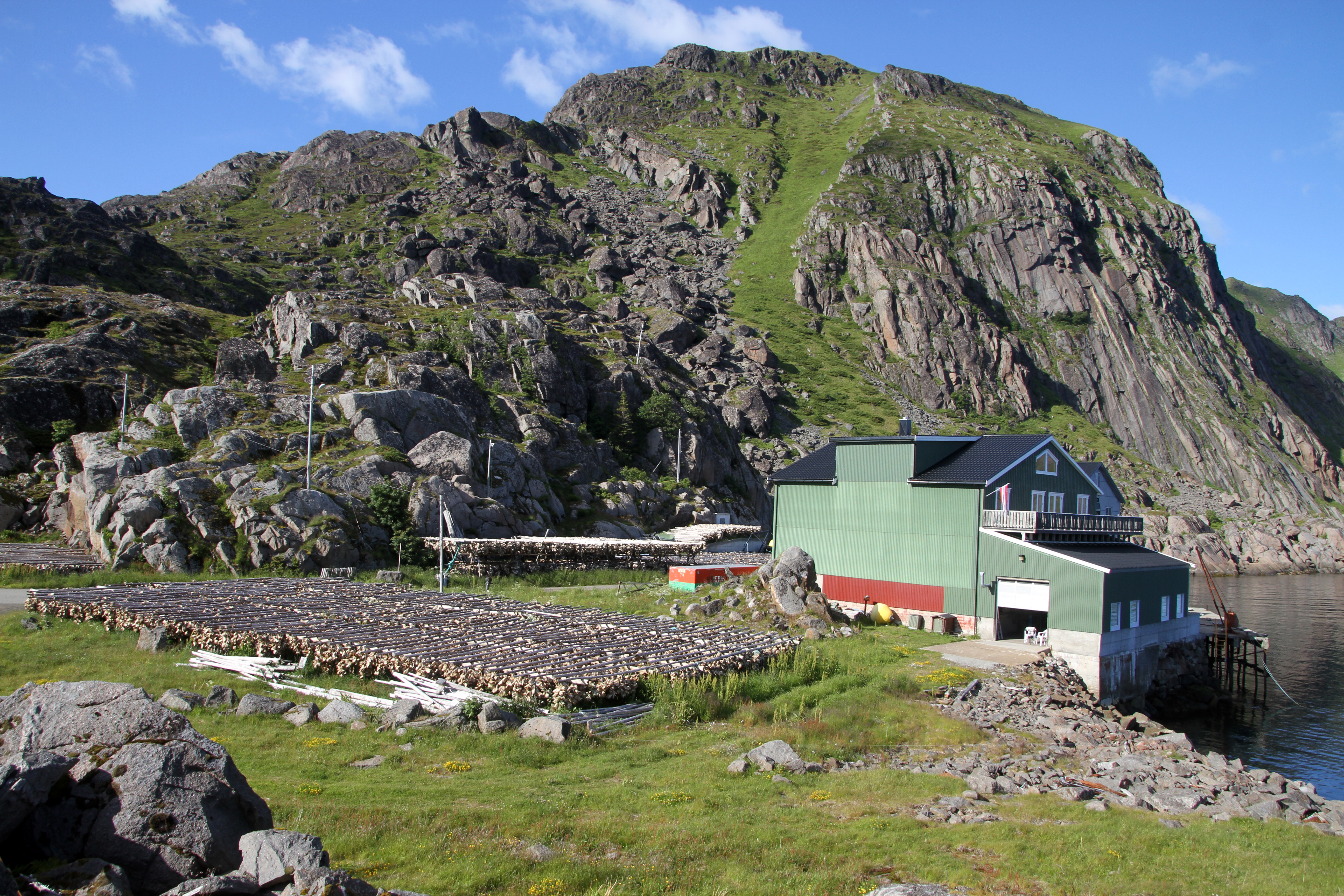
Fiskeanläggning med torkning på stock.
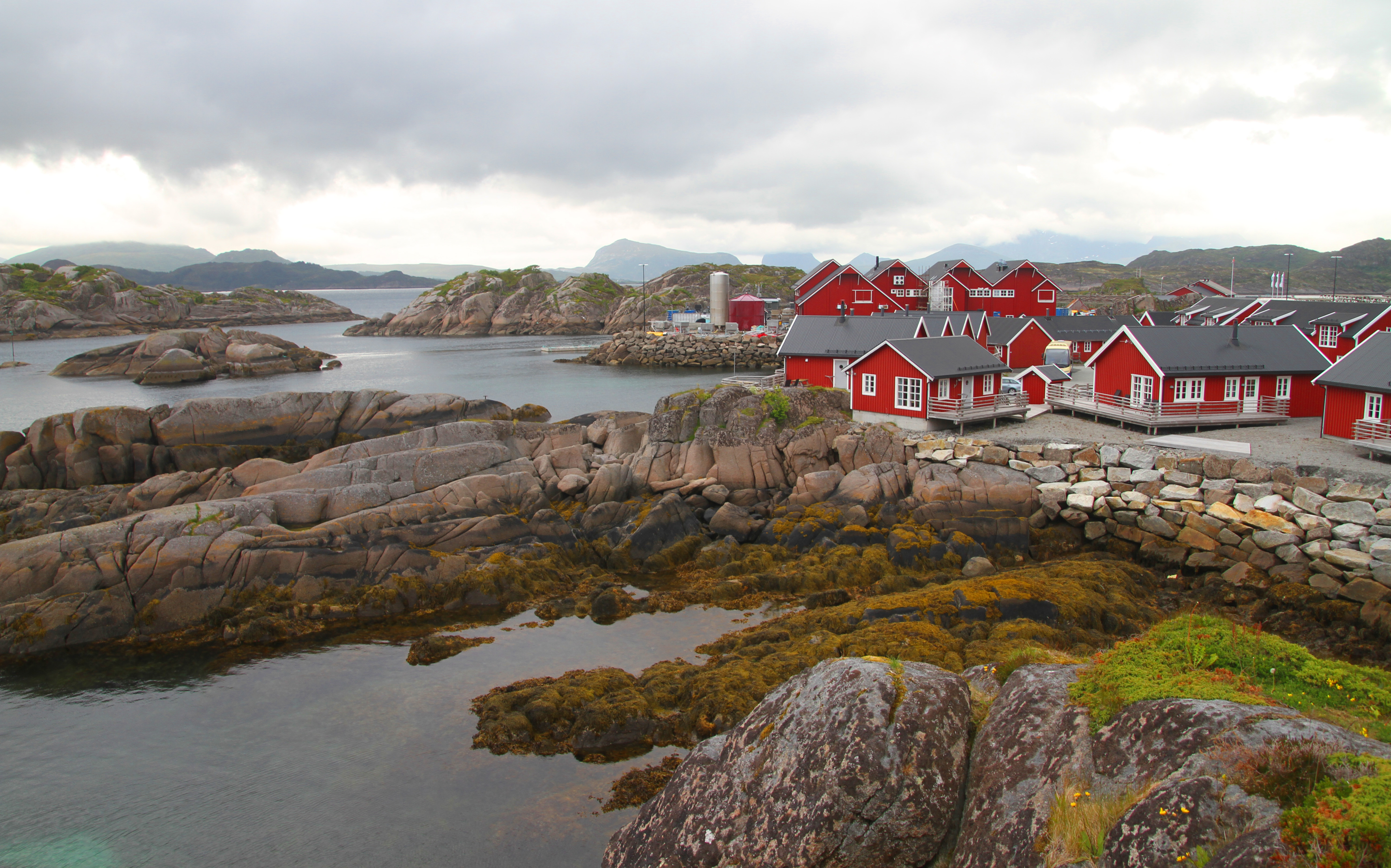
Stugbebyggelse vid klipporna i väster.